# Funktionsadress
Funktionsadress är en mejladress som inte är knuten till ett personnamn utan till en viss arbetsuppgift.  Funktionsadresser används av organisationer för gemensamma funktioner.
Oftast är det ett effektivt sätt att få kontakt med en organisation när en inte riktigt vet vem som kan svara på ens fråga då funktionsadresser är bemannade hela tiden och ens fråga kommer att vidarebefordras inom organisationen.